# Partecipanti al Grand Prix Cycliste de Montréal 2023
Elenco dei partecipanti al Grand Prix Cycliste de Montréal 2023.
Il Grand Prix Cycliste de Montréal 2023 è stata la dodicesima edizione della corsa. Alla competizione presero parte ventitre squadre: le diciotto iscritte all'UCI World Tour 2023, quattro dell'UCI ProTeam e una selezione nazionale.
Partenza con 159 ciclisti accreditati.

## Corridori per squadra
Nota: R ritirato, NP non partito, FT fuori tempo, SQ squalificato
| UAE Team Emirates  | UAE Team Emirates       | UAE Team Emirates  | AG2R Citroën Team     | AG2R Citroën Team      | AG2R Citroën Team     | Jumbo-Visma              | Jumbo-Visma              | Jumbo-Visma              |
| ------------------ | ----------------------- | ------------------ | --------------------- | ---------------------- | --------------------- | ------------------------ | ------------------------ | ------------------------ |
| N°                 | Ciclista                | Clas.              | N°                    | Ciclista               | Clas.                 | N°                       | Ciclista                 | Clas.                    |
| 1                  | Adam Yates              | 1°                 | 11                    | Benoît Cosnefroy       | 27°                   | 21                       | Christophe Laporte       | 28°                      |
| 2                  | Marc Hirschi            | 10°                | 12                    | Stan Dewulf            | R                     | 22                       | Tiesj Benoot             | 11°                      |
| 3                  | Rafał Majka             | 40°                | 13                    | Ben O'Connor           | 7°                    | 23                       | Sam Oomen                | 39°                      |
| 4                  | Brandon McNulty         | 13°                | 14                    | Aurélien Paret-Peintre | 59°                   | 25                       | Tosh Van Der Sande       | R                        |
| 5                  | Ivo Oliveira            | R                  | 15                    | Valentin Retailleau    | R                     | 26                       | Tim van Dijke            | R                        |
| 6                  | Diego Ulissi            | R                  | 16                    | Michael Schär          | R                     | 27                       | Mick van Dijke           | 53°                      |
| 7                  | Tim Wellens             | R                  | 17                    | Greg Van Avermaet      | 60°                   |                          |                          |                          |
| Ineos Grenadiers   | Ineos Grenadiers        | Ineos Grenadiers   | Lidl-Trek             | Lidl-Trek              | Lidl-Trek             | Soudal Quick-Step        | Soudal Quick-Step        | Soudal Quick-Step        |
| N°                 | Ciclista                | Clas.              | N°                    | Ciclista               | Clas.                 | N°                       | Ciclista                 | Clas.                    |
| 31                 | Michał Kwiatkowski      | R                  | 41                    | Mattias Skjelmose      | 9°                    | 51                       | Julian Alaphilippe       | 12°                      |
| 32                 | Ethan Hayter            | R                  | 42                    | Filippo Baroncini      | R                     | 52                       | Jannik Steimle           | R                        |
| 33                 | Luke Plapp              | R                  | 43                    | Tony Gallopin          | R                     | 53                       | Dries Devenyns           | R                        |
| 34                 | Salvatore Puccio        | R                  | 44                    | Emīls Liepiņš          | R                     | 54                       | Fausto Masnada           | 23°                      |
| 35                 | Daniel Martínez         | R                  | 45                    | Asbjørn Hellemose      | 47°                   | 55                       | Mauro Schmid             | R                        |
| 36                 | Pavel Sivakov           | 2°                 | 46                    | Toms Skujiņš           | 35°                   | 56                       | Ilan Van Wilder          | R                        |
| 37                 | Ben Swift               | 57°                | 47                    | Mathias Vacek          | R                     | 57                       | Mauri Vansevenant        | 22°                      |
| Bahrain Victorious | Bahrain Victorious      | Bahrain Victorious | Groupama-FDJ          | Groupama-FDJ           | Groupama-FDJ          | Alpecin-Deceuninck       | Alpecin-Deceuninck       | Alpecin-Deceuninck       |
| N°                 | Ciclista                | Clas.              | N°                    | Ciclista               | Clas.                 | N°                       | Ciclista                 | Clas.                    |
| 61                 | Matej Mohorič           | 18°                | 71                    | Valentin Madouas       | 4°                    | 81                       | Quinten Hermans          | R                        |
| 62                 | Jack Haig               | R                  | 72                    | Kevin Geniets          | 56°                   | 82                       | Nicola Conci             | 32°                      |
| 63                 | Pello Bilbao            | 29°                | 73                    | Matthieu Ladagnous     | R                     | 83                       | Michael Gogl             | R                        |
| 64                 | Nicolò Buratti          | R                  | 74                    | Reuben Thompson        | 50°                   | 84                       | Xandro Meurisse          | R                        |
| 65                 | Filip Maciejuk          | R                  | 75                    | Quentin Pacher         | 19°                   | 85                       | Stefano Oldani           | 38°                      |
| 66                 | Fran Miholjević         | R                  | 76                    | Jake Stewart           | R                     | 86                       | Oscar Riesebeek          | R                        |
| 67                 | Edoardo Zambanini       | R                  | 77                    | Lars van den Berg      | R                     | 87                       | Kristian Sbaragli        | 36°                      |
| Bora-Hansgrohe     | Bora-Hansgrohe          | Bora-Hansgrohe     | EF Education-EasyPost | EF Education-EasyPost  | EF Education-EasyPost | Cofidis                  | Cofidis                  | Cofidis                  |
| N°                 | Ciclista                | Clas.              | N°                    | Ciclista               | Clas.                 | N°                       | Ciclista                 | Clas.                    |
| 91                 | Jai Hindley             | 30°                | 101                   | Alberto Bettiol        | R                     | 111                      | Guillaume Martin         | 14°                      |
| 92                 | Giovanni Aleotti        | 16°                | 102                   | Esteban Chaves         | R                     | 112                      | Eddy Finé                | R                        |
| 93                 | Cesare Benedetti        | R                  | 103                   | Magnus Cort Nielsen    | R                     | 113                      | Ion Izagirre             | 8°                       |
| 94                 | Matteo Fabbro           | R                  | 104                   | Ben Healy              | 25°                   | 114                      | Victor Lafay             | R                        |
| 95                 | Patrick Gamper          | R                  | 105                   | Mikkel Frølich Honoré  | R                     | 115                      | Pierre-Luc Périchon      | R                        |
| 96                 | Bob Jungels             | R                  | 106                   | Neilson Powless        | 33°                   | 116                      | Harrison Wood            | R                        |
| 97                 | Frederik Wandahl        | 48°                | 107                   | Owain Doull            | R                     | 117                      | Axel Zingle              | 42°                      |
| Team Jayco AlUla   | Team Jayco AlUla        | Team Jayco AlUla   | Movistar Team         | Movistar Team          | Movistar Team         | Intermarché-Circus-Wanty | Intermarché-Circus-Wanty | Intermarché-Circus-Wanty |
| N°                 | Ciclista                | Clas.              | N°                    | Ciclista               | Clas.                 | N°                       | Ciclista                 | Clas.                    |
| 121                | Michael Matthews        | 26°                | 131                   | Matteo Jorgenson       | 24°                   | 141                      | Biniam Girmay            | R                        |
| 122                | Alexandre Balmer        | R                  | 132                   | Alex Aranburu          | 3°                    | 142                      | Dries De Pooter          | 44°                      |
| 123                | Lawson Craddock         | R                  | 133                   | William Barta          | R                     | 143                      | Tom Paquot               | R                        |
| 124                | Lucas Hamilton          | R                  | 134                   | Gorka Izagirre         | R                     | 144                      | Lorenzo Rota             | 17°                      |
| 125                | Chris Harper            | R                  | 135                   | Johan Jacobs           | R                     | 145                      | Dion Smith               | 55°                      |
| 126                | Christopher Juul Jensen | R                  | 136                   | Iván Romeo             | R                     | 146                      | Mike Teunissen           | 54°                      |
| 127                | Simon Yates             | 6°                 | 137                   | José Joaquín Rojas     | 51°                   | 147                      | Loïc Vliegen             | R                        |
| Team DSM-Firmenich | Team DSM-Firmenich      | Team DSM-Firmenich | Team Arkéa-Samsic     | Team Arkéa-Samsic      | Team Arkéa-Samsic     | Astana Qazaqstan Team    | Astana Qazaqstan Team    | Astana Qazaqstan Team    |
| N°                 | Ciclista                | Clas.              | N°                    | Ciclista               | Clas.                 | N°                       | Ciclista                 | Clas.                    |
| 151                | Matthew Dinham          | 37°                | 161                   | Warren Barguil         | 21°                   | 171                      | Simone Velasco           | 5°                       |
| 152                | Marco Brenner           | R                  | 162                   | Laurent Pichon         | 52°                   | 172                      | Leonardo Basso           | R                        |
| 153                | Andreas Leknessund      | R                  | 163                   | Clément Champoussin    | 31°                   | 173                      | Manuele Boaro            | R                        |
| 154                | Marius Mayrhofer        | R                  | 164                   | Anthony Delaplace      | 58°                   | 174                      | Gianmarco Garofoli       | 43°                      |
| 155                | Florian Stork           | 46°                | 165                   | Thibault Guernalec     | R                     | 175                      | Antonio Nibali           | R                        |
| 156                | Jonas Hvideberg         | R                  | 166                   | Simon Guglielmi        | R                     | 177                      | Martin Laas              | R                        |
| 157                | Kevin Vermaerke         | 20°                | 167                   | Matis Louvel           | R                     |                          |                          |                          |
| Lotto Dstny        | Lotto Dstny             | Lotto Dstny        | Israel-Premier Tech   | Israel-Premier Tech    | Israel-Premier Tech   | Tudor Pro Cycling Team   | Tudor Pro Cycling Team   | Tudor Pro Cycling Team   |
| N°                 | Ciclista                | Clas.              | N°                    | Ciclista               | Clas.                 | N°                       | Ciclista                 | Clas.                    |
| 181                | Arnaud De Lie           | 34°                | 191                   | Hugo Houle             | R                     | 201                      | Alexander Kamp           | 41°                      |
| 182                | Pascal Eenkhoorn        | R                  | 192                   | Guillaume Boivin       | R                     | 202                      | Nils Brun                | R                        |
| 183                | Arjen Livyns            | R                  | 193                   | Derek Gee              | 47°                   | 203                      | Jacob Eriksson           | R                        |
| 184                | Mathijs Paasschens      | R                  | 194                   | Simon Clarke           | R                     | 204                      | Lucas Eriksson           | R                        |
| 185                | Harry Sweeny            | R                  | 195                   | Daryl Impey            | R                     | 205                      | Arthur Kluckers          | R                        |
| 186                | Maxim Van Gils          | R                  | 196                   | Corbin Strong          | R                     | 206                      | Yannis Voisard           | 45°                      |
| 187                | Florian Vermeersch      | R                  | 197                   | Michael Woods          | 15°                   | 207                      | Luc Wirtgen              | R                        |
| Team Novo Nordisk  | Team Novo Nordisk       | Team Novo Nordisk  | Selezione canadese    | Selezione canadese     | Selezione canadese    |                          |                          |                          |
| N°                 | Ciclista                | Clas.              | N°                    | Ciclista               | Clas.                 |                          |                          |                          |
| 211                | Matyáš Kopecký          | R                  | 221                   | Pier-André Côté        | R                     |                          |                          |                          |
| 212                | Sam Brand               | R                  | 222                   | Quentin Cowan          | R                     |                          |                          |                          |
| 213                | Hamish Beadle           | R                  | 223                   | Matisse Julien         | R                     |                          |                          |                          |
| 214                | Péter Kusztor           | R                  | 224                   | Nicolas Rivard         | R                     |                          |                          |                          |
| 215                | David Lozano            | R                  | 225                   | Félix Hamel            | R                     |                          |                          |                          |
| 216                | Andrea Peron            | R                  | 226                   | Robin Plamondon        | R                     |                          |                          |                          |
| 217                | Filippo Ridolfo         | R                  | 227                   | Benjamin Perry         | R                     |                          |                          |                          |